# Laticilla burnesii
Laticilla burnesii е вид птица от семейство Cisticolidae. Видът е почти застрашен от изчезване.

## Разпространение
Видът е разпространен в Бангладеш, Индия, Непал и Пакистан.